# Serebrianka (riu)
El Serebrianka - (rus) Серебрянка - és un riu de Rússia. És un afluent per la dreta del Txussovaia, pertany a la conca del Volga. Neix als Urals, té una llargària de 147 km i una conca de 1.240 km², amb un cabal anual de 12,4 m³/s. Roman glaçat de novembre a abril. És un riu de règim nival.